# Синбад и минотаур
„Синбад и минотаур“ (енгл. Sinbad and the Minotaur) је научнофантастични, акциони аустралијски филм из 2011. који је режирао Karl Zwicky.

## Радња
У овом филму је митски краљ Миној из освете украо главу чувеног колоса становницима острва Рода. Међутим, освета бога Хелија, кога је ова огромна статуа представљала, била је страшна и Миноја је коштала живота. Краљев писар по имену Перикле је у списима сачувао тајну да се глава налази у лавиринту. Хиљаду година касније, тих списа се домогао Синбад. Да би у томе успео, морао је да их украде чаробњаку, као и његову лепу наложницу. Чаробњак се није лако одрекао блага, јер је глава статуе била сачињена од злата. Зато је са својом војском и слугом демоном кренуо у потеру. Синбад је са посадом допловио до места које су списи откривали и тамо је наишао на веома чудан народ. Такође је открио да лавиринт, па тако и главу, чува минотаур, биће застрашујућег изгледа које је наизглед неуништиво...

## Критике
На сајту Best for Film је дата препорука да се филм не погледа „ни под каквим околностима“. Иако аутори сајта тврде да филмови са чудовиштима никако не могу да не буду забавни, јер су или добри или толико лоши да су смешни, овај филм је ипак изузетак. Филму је замерено што не прати тачну верзију мита, а такође су означени и клишеи у виду ликова Синбадове екипе; попут црнопутог пратиоца, педантног научника, ружног мушкарца са мочугом и девојком са бујним, наглашеним деколтеом. Специјални ефекти и заплет су окарактерисани као лоши, а сценарио „као да је пијан“. На сајту Film Critics United позитивно је оцењен изглед главног глумца, јер по мишљењу аутора, тако би Синбад и морао да изгледа с обзиром на поднебље са кога потиче. Ипак, глума није тако добро дочекана и аутор сматра да је глумац био очигледно ангажован на другим пројектима. Аутор такође сматра да је наслов погрешан и да би требало да гласи „Синбад против минотаура зомбија“, јер се више појављују ликови наказног народа који обитава у близини лавиринта, него самог минотаура. Такође, замерка филму је да му фали шарма и романтике. Иако је аутор навео да радња „готово нема смисла“, ипак сматра да то није најгори филм о Синбаду икад. У пар критика је овај филм упоређен са серијама о ратничкој принцези Ксени и Херкулу, па тако и на сајту Beyond Holywood. Овај сајт карактерише глуму свих ликова као лошу, посебно двоје главних глумаца, чије је флертовање неубедљиво и „без варница“. Такође је неубедљивим окарактерисана и глума главног зликовца, чије претње напросто не могу да се посматрају озбиљно. Аутори кривицу за то приписују самој радњи филма. И овде су специјални ефекти наведени као лоши, посебно лик минотаура који изгледа „као да је налепљен на екран“. На сајту IMDb филм је оцењен разнолико, али наслови коментара указују да је филм лоше примљен; описан је као „првоаприлска шала“, „урнебесно ужасан“, „досадан“, „огроман губитак новца“...